# 蘇格蘭幻想曲

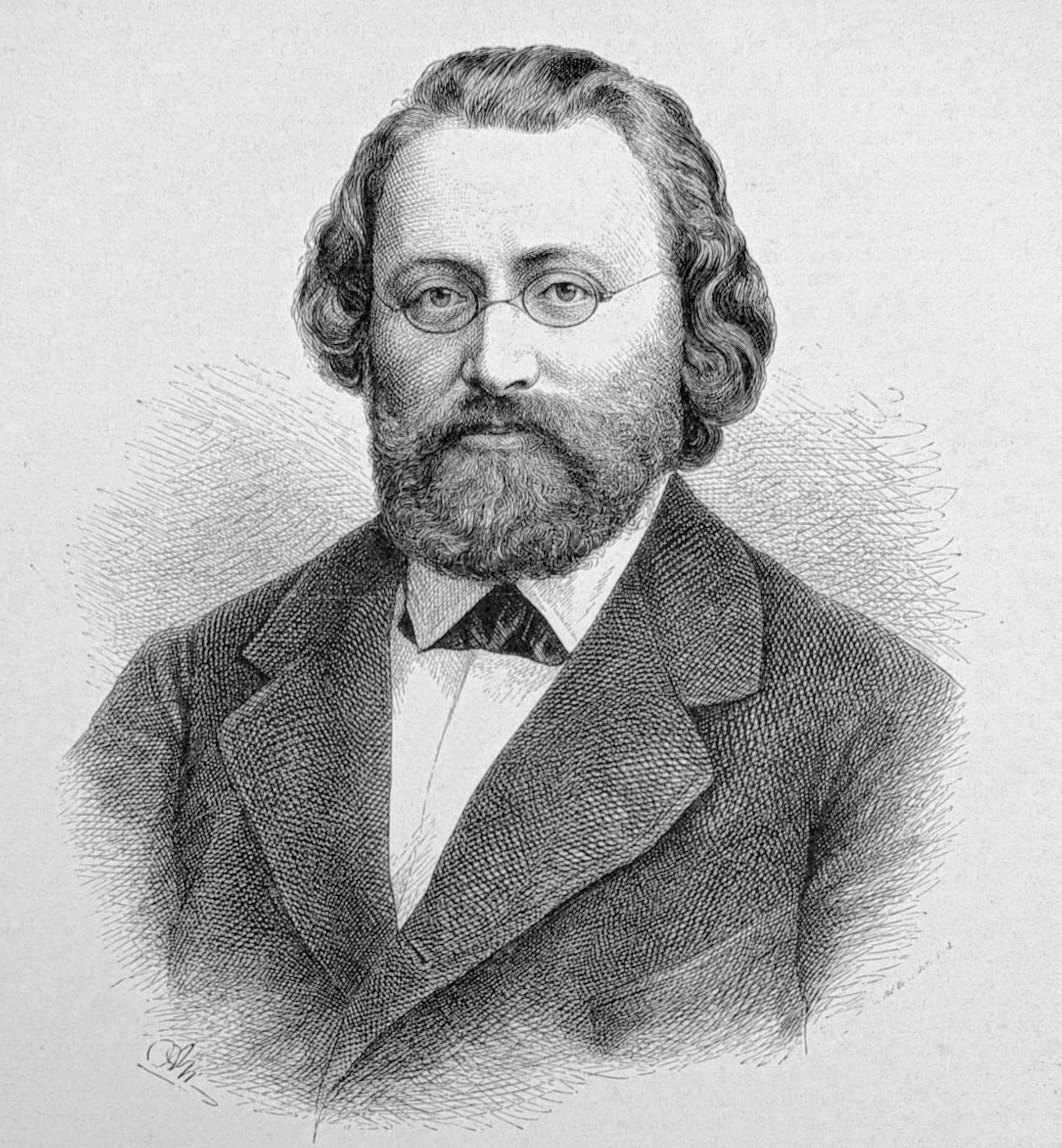
马克斯·布鲁赫（阿道夫·诺伊曼繪製，1881年）

马克斯·布鲁赫的《蘇格蘭幻想曲》，作品46，全名「為小提琴、管弦樂和豎琴所作，自由使用蘇格蘭民間旋律的幻想曲」（德語：Fantasie für die Violine mit Orchester und Harfe unter freier Benutzung schottischer Volksmelodien），完成於1880年。:164這首作品題獻給當代小提琴巨匠帕布罗·德·萨拉萨蒂。

## 標題
布魯赫在取題時經過一番思考，首先「幻想曲」一般指篇幅較小的作品，而非多樂章的作品。此外若以姚阿幸的看法，這首手法自由、多處引用民謠素材的作品，也不宜被稱為「協奏曲」。:22最終布魯赫選擇以「幻想曲」稱之，主要仍是考慮到小提琴所需的精湛演奏技術，可與19世紀的器樂幻想曲作品相互輝映。

## 背景
布魯赫肯定民歌感動人心的特質，他曾大量蒐集各地民歌素材，甚至稱為「神聖的遺物」。:6《蘇格蘭幻想曲》是一首根植於苏格兰民间旋律的四乐章體幻想曲。第一乐章建立在“穿過樹林小伙子”（Through the Wood Laddie）之上。 这首曲子也出现在第二和第四乐章的结尾。第二乐章围绕“滿身灰塵的磨坊主”（The Dusty Miller）构建，第三乐章围绕“我是可愛的強尼”（I'm A' Doun for Lack O' Johnnie）构建，第四乐章包括“嘿，塔蒂·塔蒂”（Hey Tuttie Tatie）的明快编曲，這是改編自羅伯特·伯恩斯作词的爱国国歌“誰擁有蘇格蘭”（Scots Wha Hae）的旋律。
事實上，布魯赫在作品首演後才第一次到訪蘇格蘭。他的創作過程仰賴慕尼黑圖書館所提供的相關資料。出於對蘇格蘭音樂傳統的尊重，《蘇格蘭幻想曲》賦予豎琴格外重要的地位。現今《蘇格蘭幻想曲》是布魯赫幾首廣為人知的作品之一，其他尚有第1號小提琴協奏曲、大提琴作品《晚禱》等。
布魯赫在1879年、80年冬季的柏林寫作這首作品，同期間他也正著手《晚禱》的創作。:20根據威爾罕·奧特曼說法，布魯赫閱讀了作家沃尔特·司各特的著作之後深受感動，這是《蘇格蘭幻想曲》的濫觴。《蘇格蘭幻想曲》題獻給小提琴大家薩拉薩蒂，不過在小提琴獨奏的部分，包括指法和弓法等，也有姚阿幸的協助。作品由辛羅克出版。:168

### 首演
1881年2月22日，利物浦
當時布魯赫是利物浦愛樂協會的指導，他親自指揮首演，小提琴家姚阿幸擔綱首演獨奏，不過布魯赫對姚阿幸的表現似乎並不滿意。:152:168–1691883年3月15日，布魯赫再指揮同曲演出，由薩拉薩蒂獨奏，該次演出將作品稱為小提琴協奏曲《蘇格蘭》（Scotch）。此外在另外一場由薩拉薩蒂獨奏的演出中（布雷斯勞），則是被稱為第3號小提琴協奏曲。

## 分析
作品有以下幾個樂章：
1. 導奏：極緩板 – 如歌的慢板（Einleitung: Grave – Adagio cantabile）
2. 快板（Allegro）
3. 持續的行板（Andante sostenuto）
4. 終曲：英勇的快板（Finale: Allegro guerriero）

### 配器
除獨奏小提琴和豎琴外，樂隊的木管部門為雙管編制，銅管則有4把法國號、2把小號、3把長號和1把低音號。打擊樂器有定音鼓、大鼓、吊鈸等。另外則是常規的弦樂器。上述配器可簡寫為solo violin—2 2 2 2—4 2 3 1—tmp+2—hp—str。

## 錄音節選
许多著名的小提琴家都录制了这部作品，包括雅沙·海菲茨（1947年和1961年）、麥可·拉賓（1957年）、大卫·奥伊斯特拉赫（1962年）、鄭京和（1972年）、亞瑟·葛羅米歐（1973年）、萨尔瓦托雷·阿卡多（1977年）、鲁杰罗·里奇（演出現場，1980年代）、林昭亮（1986年）、伊扎克·帕尔曼（1986年）、Anne Akiko Meyers（1992年）、陈美（1996年）、諏訪內晶子（1997年）、詹姆斯·埃内斯（2003年）、Rachel Barton Pine（2004年）、Aaron Rosand（2007年）、Nicola Benedetti（2014年）、Stefan Jackiw（2014年）和約夏·貝爾（2018年）等人。

## 外部連結
- 布魯赫《蘇格蘭幻想曲》：国际乐谱典藏计划上的乐谱